# 新拜拉克
49°45′9″N 33°11′8″E / 49.75250°N 33.18556°E
新拜拉克（烏克蘭語：Новий Байрак），是烏克蘭中部的村莊，隸屬波爾塔瓦州的盧布尼區。該村分別距離庫托爾日哈0.5公里、科洛米采韋奧澤羅1公里和科祖比夫卡1.5公里，海拔高度142米，2001年人口219。